# THE KILLER/暗殺者
『THE KILLER/暗殺者』（原題：더 킬러: 죽어도 되는 아이、英題1：The Killer、英題2：The Killer: A Girl Who Deserves to Die）は、2022年公開の韓国のアクション・スリラー映画。
チェ・ジェフンが監督を務め、チャン・ヒョクを主演に迎えて製作された。Bang Jin-hoによる人気ウェブ小説『The Kid Deserves to Die』を映画化した作品である。
『剣客』（2020年）に続き、チェ・ジェフン監督がチャン・ヒョクと組むのは二度目となる。

## キャスト
※括弧内は日本語吹替
- バン・ウィガン - チャン・ヒョク（江頭宏哉）

引退したプロの殺し屋。
- キム・ユンジ - イ・ソヨン（「公園少女」のエン）[6]（前川涼子）

女子高生。
- ユーリ - ブルース・カーン[7]（いとうさとる）

ロシア人の殺し屋。
- スンヨン - バン・ウンジョン（英語版）

人身売買に巻き込まれた少女。
- パク・ヒョンジュ - シン・スンファン（英語版）

犯罪組織の一員。
- イ・ヨンホ - イ・スンジュン（英語版）（細川祥央）

刑事。
- ヒョンス - イ・チェヨン

ウィガンの妻。
- ドトォク - Choi Ki-sub

犯罪組織の一員。
- ユンジの義理の母親 - Yoo Seo-jin

「Pig Mama」と呼ばれている。
- キム判事 - Hong Seo-joon
- 銃の密売人 - ソン・ヒョンジュ（英語版）（カメオ出演）[9]
- a trauma cleaner - チャ・テヒョン（カメオ出演）[9]

## 製作

### 撮影
2021年6月25日に主要撮影を開始し、2021年10月には撮影を終了した。

## 公開
2022年4月23日に開催された第24回ウーディネ極東映画祭でワールドプレミア上映され、ヨーロッパやアジアの主要国を含む海外48カ国・地域に先行販売された。2022年6月20日にロサンゼルスの歴史あるRegency Village Theatreでレッドカーペット・プレミア上映を開催し、同年7月13日に北米と韓国で同時公開された。
2022年7月19日に第21回ニューヨーク・アジアン映画祭で特別上映されたほか、同年8月2日にはファンタジア国際映画祭でも上映された。また、7月21日にシンガポールで、7月22日に台湾、7月28日にマレーシア、8月5日にベトナム、8月11日にサウジアラビア、UAE、バーレーンで公開され、2023年5月26日には日本でも公開されることが決定している。

## 評価

### 受賞歴とノミネート歴
| 賞                                 | 授賞式の日付  | 部門                                                  | 対象候補       | 結果 | Ref(s) |
| ---------------------------------- | ------------- | ----------------------------------------------------- | -------------- | ---- | ------ |
| 第21回ニューヨーク・アジアン映画祭 | 2022年7月19日 | Daniel A. Craft Award for Excellence in Action Cinema | チャン・ヒョク | 受賞 | [ 17 ] |